# Ala al-Din Husayn Xah
Ala al-Din Husayn Xah, nom extens Sayyid al-Sadat Ala al-Din Abu l-Muzaffar Xah Husayn Sultan ibn al-Sayyid Àixraf al-Husayni al-Makki, (s. XV - XVI) fou el fundador de la dinastia husseinita de Bengala. S'autoproclamava descendent del xerifs de la Meca. Va ser un sobirà liberal i va tractar amb respecte als seus súbdits hindús, molts dels quals van arribar a alts càrrecs de l'estat sota el seu govern.
El seu pare vivia a Tirmidh al Gran Khorasan i va emigrar a Bengala establint-se a Radh al districte de Chandpur a Bengala; Husayn va rebre instrucció del cadi local i es va casar amb la seva filla. Va entrar al servei del sultà habshi Shams al-Din Muzaffar Shah (vers 1490-1494) i per la seva habilitat personal va arribar a ministre.
Llavors va agafar la direcció d'una revolta contra Muzaffar que era un tirà, el va derrotar i el va assetjar a la ciutadella de Gaur; Muzaffar es va rendir al cap de quatre mesos i Husayn el va fer matar (Ferishta diu que va morir en una sortida però cap altra font ho assenyala). Husayn es va proclamar sultà i va traslladar la capital de Gaur a Ikdala. Va castigar els soldats desobedients i en va matar dotze mil i va llicenciar als payks o guàrdies de palau hindús sospitosos de simpaties per la dinastia Ganesh (derrocada no obstant uns seixanta anys abans); també foren expulsats del regne els habshis molts del qual van anar al Dècan.
El 1495 Husayn Shah Sharki, sultà de Jaunpur, derrotat definitivament per Sikandar Lodi de Delhi (1489-1517) va fugir dels seus dominis a Bihar cap al regne de Gaur a Bengala, ja que era parent d'Husayn, on fou ben rebut i se li va donar residència a Kahlgaon on va romandre fins a la seva mort el 1500. Husayn no obstant va signar un pacte de no agresssió amb Sikandar Lodi.
El 1498 va iniciar una campanya de conquesta cap a Kamrup i altres regnes d'Assam que foren dominats fàcilment, i va estendre tanmateix la seva sobirania fins a Orissa en una data incerta.
Va morir en una data que varia segons les fonts entre 1518 i 1520 i el va succeir el seu fill Nasir al-Din Nusrat Shah (1518/1520-1533).